# 伊卡普伊
伊卡普伊（葡萄牙語：Icapuí）是巴西塞阿拉州的一个市镇。总面积428.688平方公里，总人口18189人，人口密度42.4人/平方公里。